# Perissomastix flava
Perissomastix flava is een vlinder uit de familie echte motten (Tineidae). De wetenschappelijke naam van deze soort is voor het eerst geldig gepubliceerd in 1960 door Petersen.
De soort komt voor in tropisch Afrika.